# 密爾沃基多式聯運站
密爾沃基多式聯運站（英語：Milwaukee Intermodal Station）是美國威斯康星州密爾沃基的主要城際巴士和火車站，位於市中心。2018年，該站是美鐵第18繁忙的車站，也是中西部第二繁忙的車站，僅次於芝加哥聯合車站。

## 歷史
該站於1965年8月3日以密爾沃基聯合車站（英語：Milwaukee Union Station）之名啟用。2007年11月，在耗資1690萬美元的翻新工程後更名為密爾沃基多式聯運站。

## 外部連結
- 维基共享资源上的相關多媒體資源：密爾沃基多式聯運站
- Amtrak - Stations - Milwaukee, WI
- Milwaukee Amtrak Station (USA Rail Guide -- Train Web) （页面存档备份，存于）